# سي بانل
سي بانل (بالإنجليزية: cPanel)‏ اختصاراً لـ control Panel هو لوحة تحكم رسومية لمواقع الويب تعمل من على الويب، مصممة لتبسيط إدارة المواقع. تتحكم سي بانيل بجميع جوانب الموقع من خلال واجهته.
سي بانل برنامج احتكاري يتم توزيعه من خلال شركة cPanel، وهو مصمم للاستعمال من قبل خدمات استضافة الويب التجارية، لذا لا تقدم الشركة أسعار مخفضة للاستعمال الشخصي. وعلى الرغم من هذا فإن أصحاب المنظمات غير الربحية مثل المنشئات التعليمية والخيرية بإمكانهم طلب رخصة استعمال مجاناً أو بأسعار مخفضة.
سي بانيل تعمل على عدد من توزيعات لينكس المبنية على آر بي إم ، مثل سوزا وفيدورا وماندريفا وسينت أو إس وريد هات إنتربرايس لينكس بالإضافة إلى فري بي ‌إس ‌دي وكلاود لينكس. ولا تدعم سي بانل نظام التشغيل ويندوز الذي تدعمه لوحة التحكم المنافسة بليسك.
تتوفّر واجهة لوحة سي بانل بالعديد من اللغات الرئيسية من أجل تحسين تجربة الاستخدام والسماح للمستخدمين من مختلف دول العالم باستخدام لوحة التحكم بلغتهم الأم. ومن بين تلك اللغات العديدة اللغة العربية ويمكنك تغيير لغة واجهة لوحة التحكم بسهولة من قسم التفضيلات في لوحة التحكم.

## وصلات خارجية
- الصفحة الرئيسية لسي بانل